# 東京都交通局5300形電車
東京都交通局5300形電車（とうきょうとこうつうきょく5300がたでんしゃ）は、1991年（平成3年）3月31日より営業運転を開始し、東京都交通局が運用していた（都営地下鉄）浅草線用の通勤形電車。

## 概要
北総開発鉄道北総・公団線（現：北総鉄道北総線）との相互直通運転の開始に伴う増備および車両冷房化によるサービス向上、老朽化した5000形の置き換えを目的に1991年（平成3年）に登場し、同年3月31日から営業運転を開始した。8両編成27本計216両が製造された。

## 車体
本形式のデザインは日立製作所デザイン研究所が行ったものである。外観デザインは都営浅草線が走行する銀座などの都会的センスあふれるイメージを表現したものとし、内装デザインは浅草・隅田川など下町情緒や東京の粋を感じさせるものとした。
設計にあたっては、21世紀を目指して以下の項目をコンセプトにした。
1. 都会的センスあふれる斬新なデザイン
2. 明るくさわやかな車内
3. 乗り心地の良い車両
4. サービス向上で利用しやすい車両
5. 新技術を取り入れメンテナンスフリー化

前面は傾斜した流線型で左右非対称のデザインとし、正面にはプラグドアの非常扉を設置した。行先表示器には都営地下鉄の車両で初めてLED式を採用した。表示器の左右には丸い通過標識灯が設置されている。

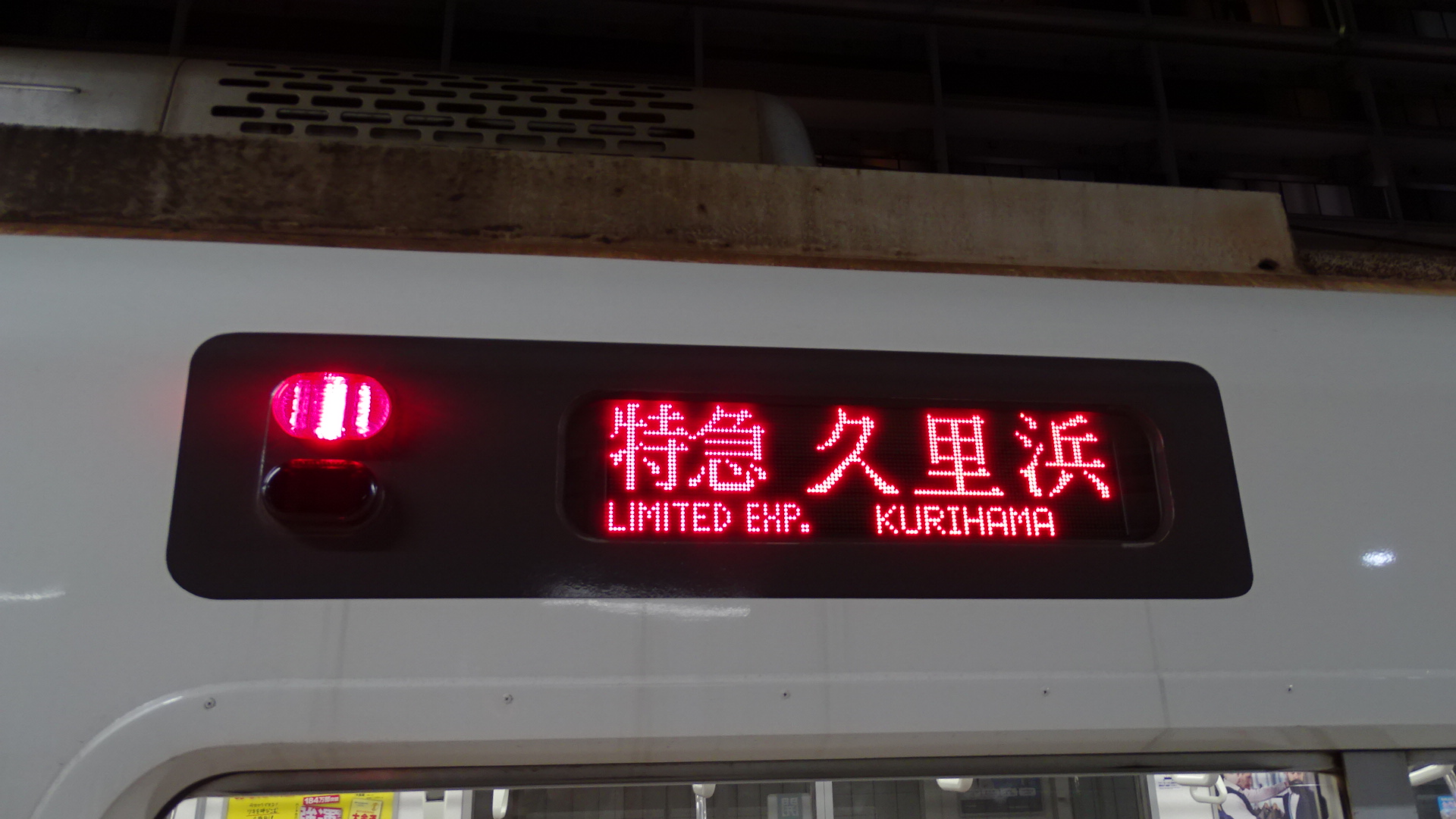
側面幕

アルミニウム合金製車体で、構体は大形押出形材を使用、床構体は中空構造のアルミ押出形材を組み合わせて製作した。床構体の中空形材には一体成形されたカーテンレール状の機器のつり溝があり、ボルトを介して床下機器を吊り下げている。特に外観デザインは、先に落成した都営12号線（都営大江戸線）12-000形1次車のイメージを意識している。車体塗色は軽快感と明るさを感じさせる「アーバンホワイト」に、ラインカラーの「レッド」、それを引き締める「ダークブラウン」の2色の帯を配置した。
側面の行先表示器と車側灯の周囲は黒く塗装して一体に見えるようにしている。車体側面は客用ドアが片側3か所、側窓は扉間の2連窓が下降式、車端側は単窓で固定式である。

## 車内設備
| 車両      | 先頭車              | 先頭車              | 中間車              | 中間車              |
| 車両      | 車いすスペース なし | 車いすスペース あり | 車いすスペース なし | 車いすスペース あり |
| 1・2次車  | 119人 （座席42人）  |                     | 134人 （座席52人）  | 135人 （座席49人）  |
| 3次車以降 |                     | 123人 （座席39人）  | 134人 （座席52人）  |                     |

### 内装
前述したが、内装は東京の粋な町である「浅草」をイメージしたものとし、具体的には都営浅草線に沿って流れる隅田川を中心とした早春に川沿いに咲く「桜」を表現することとした。
このことから、化粧板は「桜」をイメージしたもので、壁面を白基調の「トレンドシティ柄」、天井は白色とした清潔感あるデザインとした。床敷物は中央部を石目調グレイッシュピンク色、外側を薄茶色とすることで、「桜の花びらでおおわれた小道」を表現している。
座席はバケット式ロングシートであり、表地の色は背ずり（背もたれ）は「桜」を表現するコーラルピンク色、座面は「土の香り」をイメージするダークグレー色とした。ロングシート端には袖仕切りがあるが、1･2次車はこの袖仕切りの内側(ドア側と座席側に分けたときの座席側)が深緑色の布地張り、袖仕切りの周囲の曲線部に黒いラインが入っており、3次車以降は内側は白いプラスチック製(車内の化粧板と同じ)、周囲はステンレス製となっている。
シルバーシート（現・優先席）は高齢者や障害者への尊重を表現する紫色とした。1人分の座席掛け幅はドア間の8人掛け（一部5人掛け）長いすが460mmだが、車端部は5人掛け（一部は2人掛け）で560mmとやや広めに確保されている。ただし、その後は濃いピンク色、優先席は濃い青色への交換が進んでいる（後述、床敷物も同様、改良点も参照）。
車椅子スペースは、1・2次車は4・5号車に、3次車からは1・8号車の乗務員室後部に設置されている。同スペースには非常通報器と手すり、車椅子固定用のロープが設置されている。また、3次車以降の同スペース部の側窓は固定窓としている。なお、そのあと1・2次車についても2010年の修繕工事の際に先頭車に車椅子スペースを設置した（なお、従前の4・5号車の車椅子スペースは存置されている）。
客室は握り棒や袖仕切りなど丸みのあるデザインを採り入れた。荷棚はステンレスパイプ式、側窓の巻き上げカーテンは「隅田川のさざなみ」をイメージしたものとした。
ドアは両開きで化粧板が貼られており、窓ガラス周囲のステンレス部の形状が3次車以前と4次車以降で異なっている。また、ドアの戸袋部の引き込まれ防止ゴムの長さには3種類あり、1・2次車は車内車外ともに短く、3次車は車外は短いが車内は長い、4次車以降は車内車外ともに長くなっている。
天井はラインフローファン方式を採用し、中央に補助送風機であるラインデリア（先頭車5台・中間車6台）の収納された整風板、両端に冷房吹き出し口がある。消火器は優先席部の座席下に収納されている。連結面間の貫通路幅は1,100mmと広く、貫通扉は2両に1か所片側に設置（4号車と5号車の連結部は両側設置）の両開き式でドアクローザ式である。
つり革は三角形である。後年に乗務員室後部を除きドア上部の線路方向にも増設された。2001年11月からは8人掛け部で10個のうち2個、車端部は一般席6個のうち1個（優先席部は3個）を100mm低くしている。また、優先席部は2006年初めからオレンジ色のものに交換されている。

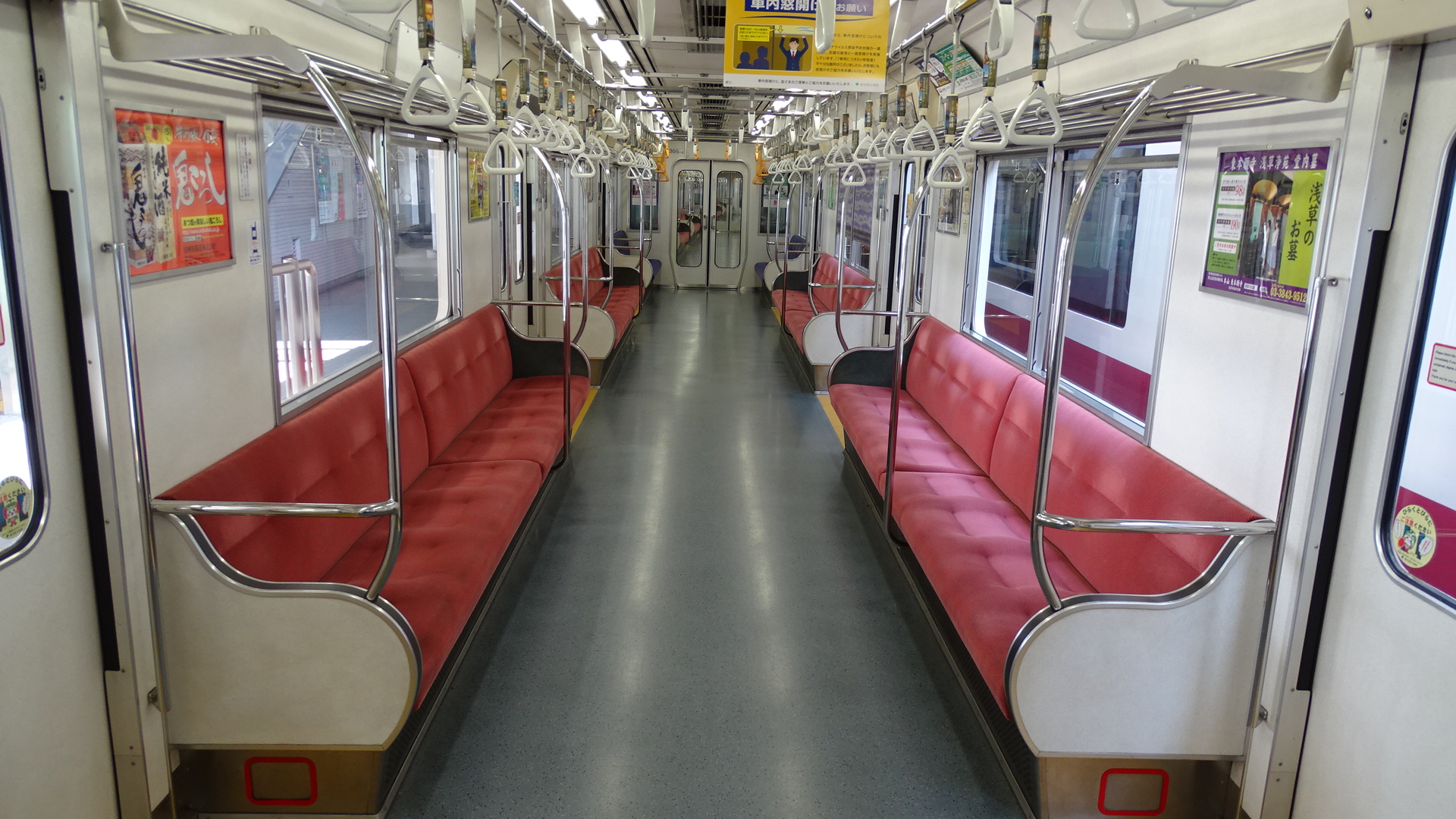
1次車と2次車の車内全景(袖仕切りの内側が深緑の布張り) (5305編成)
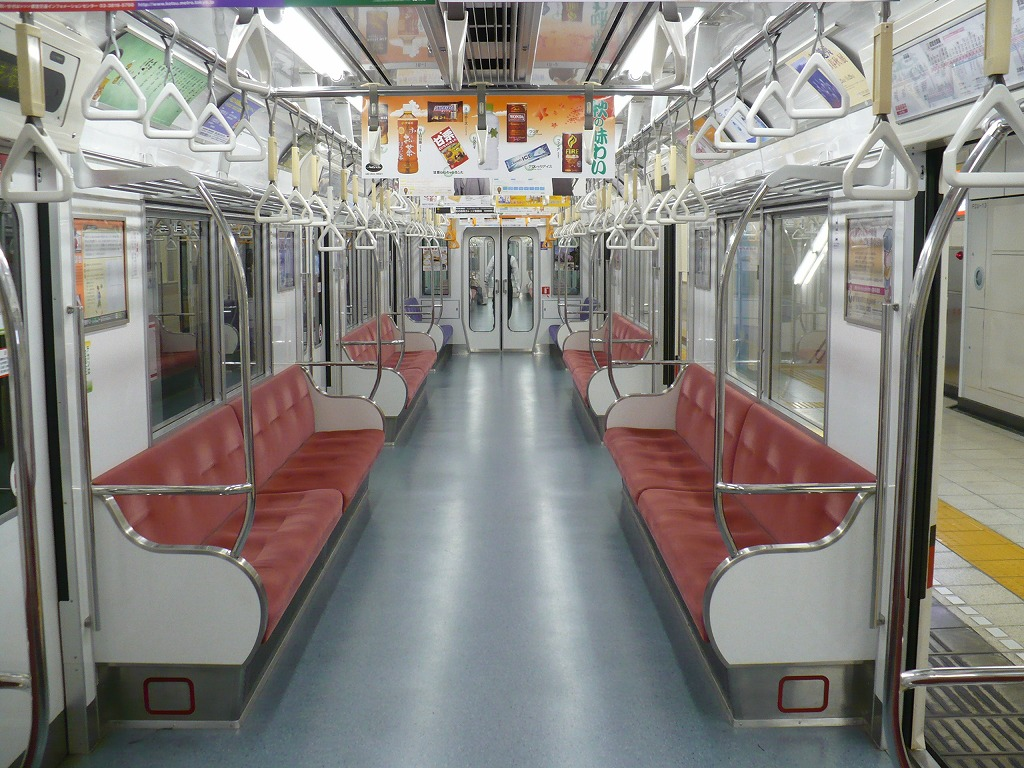
3次車以降の車内全景 （5325編成）
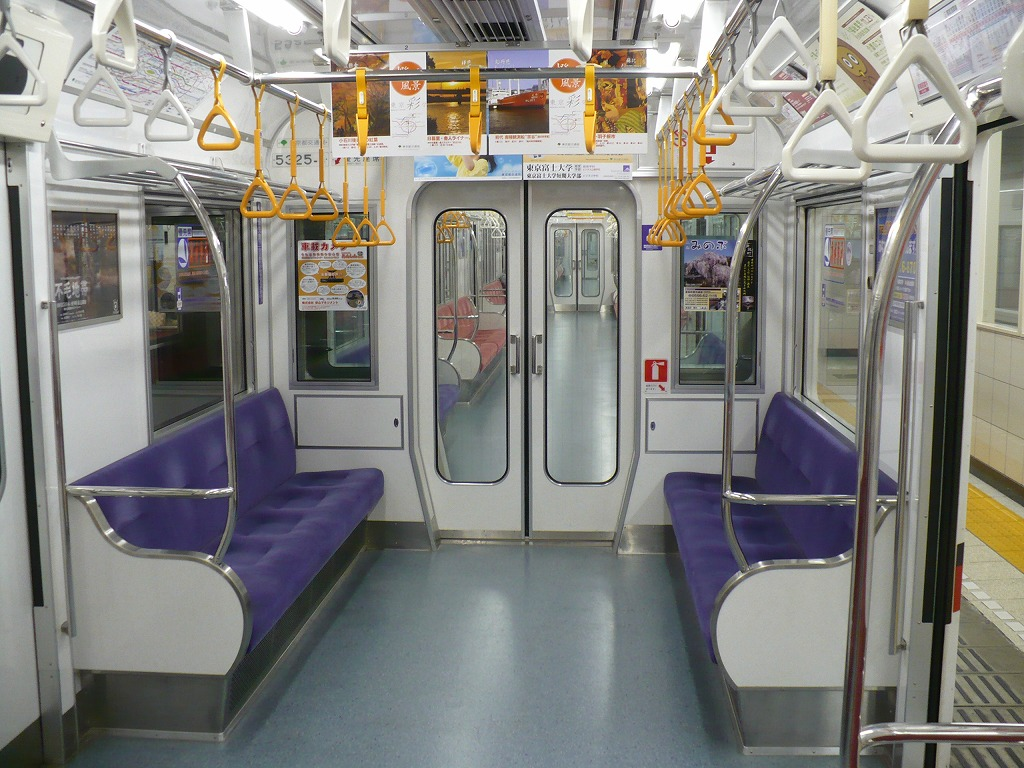
車端部にある優先席
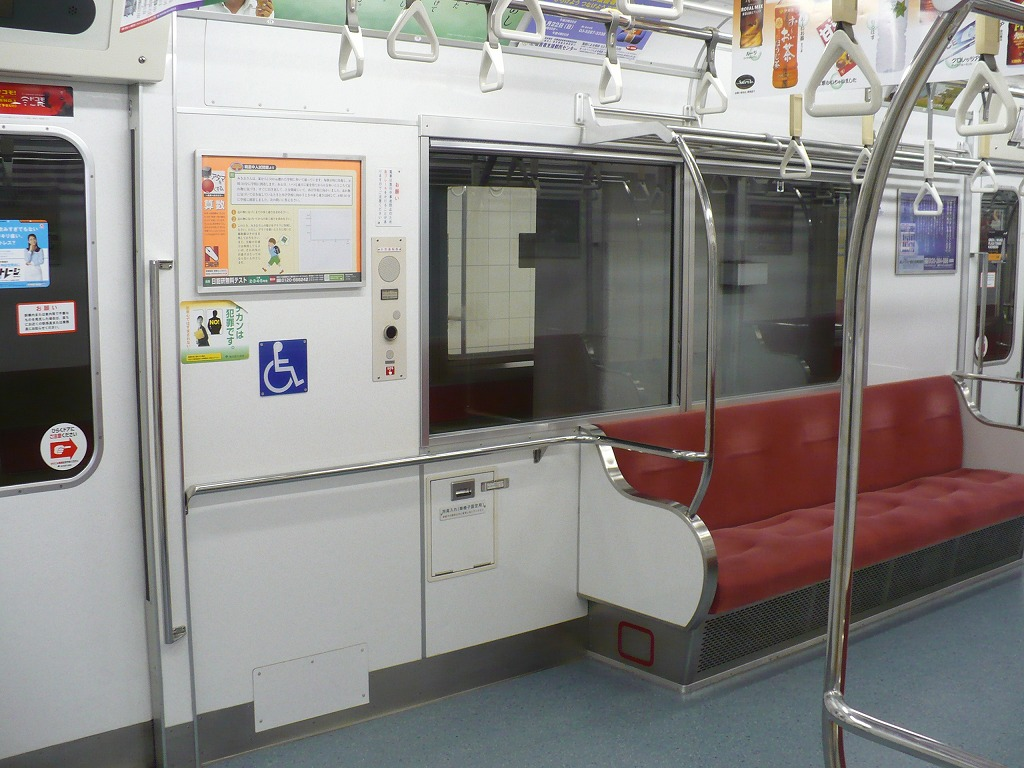
車いすスペース （3次車以降では先頭車に設置）
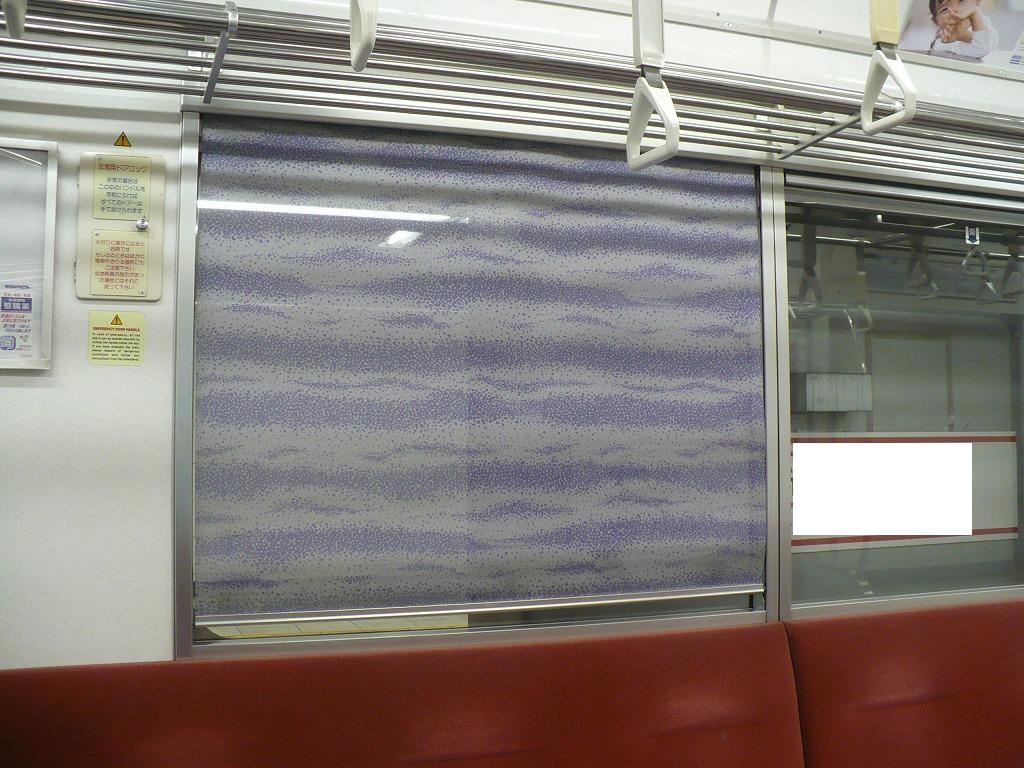
側窓のカーテン 「隅田川のさざなみ」
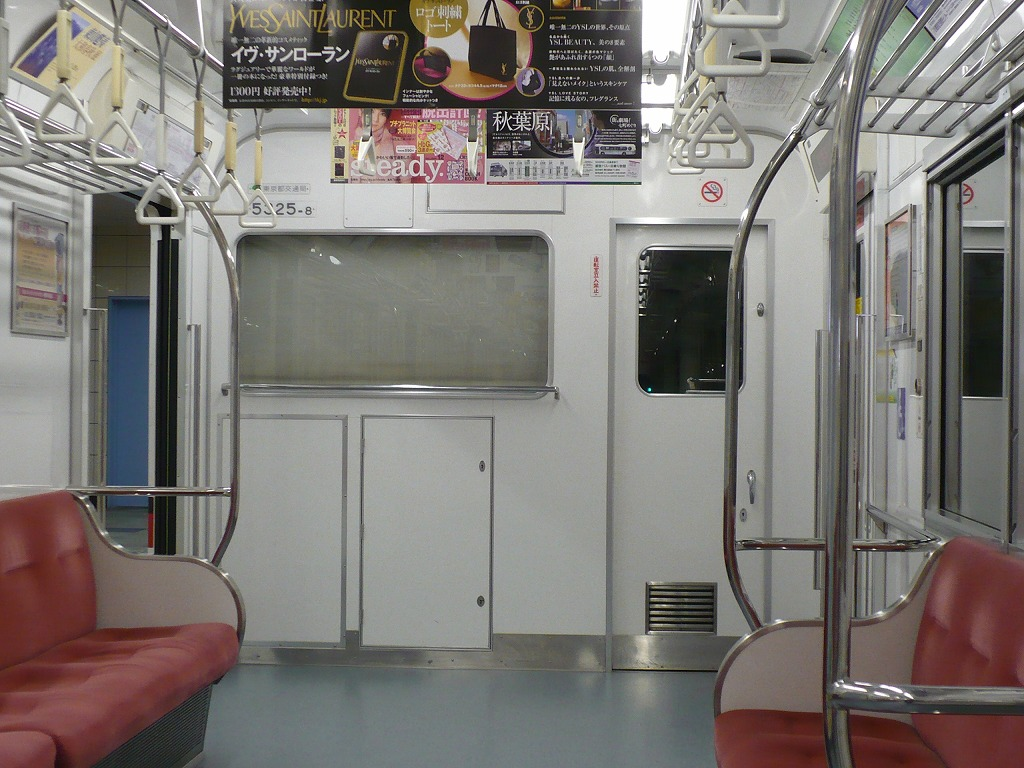
乗務員室背面仕切壁 （左側の大窓は遮光幕を閉めた状態）

### 旅客案内機器

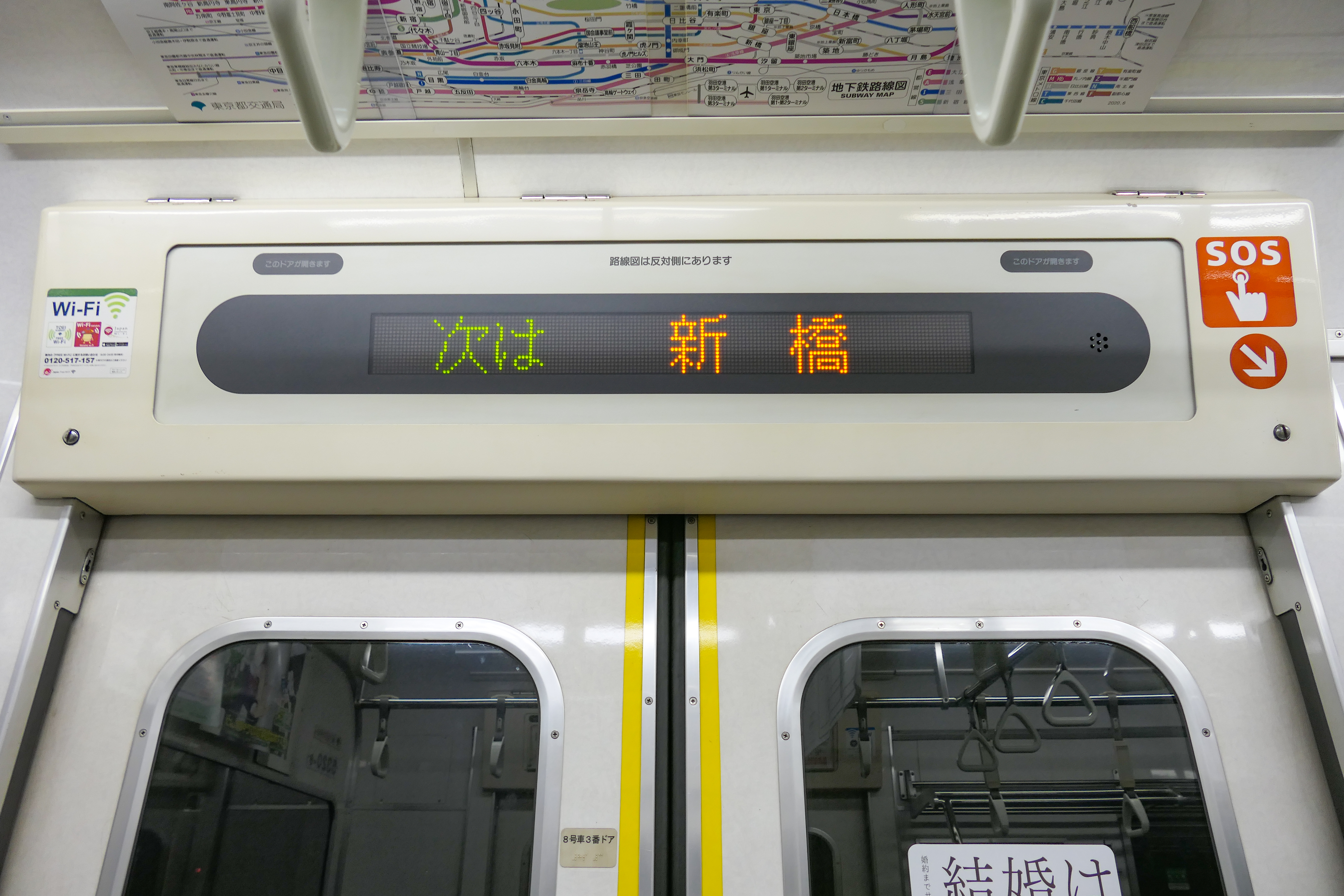
客用ドア上部の
LED式車内案内表示器

車内ドア上には千鳥配置でLEDスクロール表示式の車内案内表示器がある。表示器が無い側の上部には厚紙による路線図がある。
駅番号は車内案内表示器、路線図ともに浅草線内のみの対応である。
いずれの表示器・路線図上部には「このドアが開きます」の戸開予告灯が2つあるが、乗り入れ先の他社線内では作動しない。また戸開閉時にドアチャイムも鳴動する（後述の記述も参照）。
自動放送装置が搭載されているが、装置自体は浅草線内しか対応していない。合成音声で、当初は高音の女声だったが、1997年に騒音下でより聴き取りやすい低音の女声に修正された。

### 乗務員室

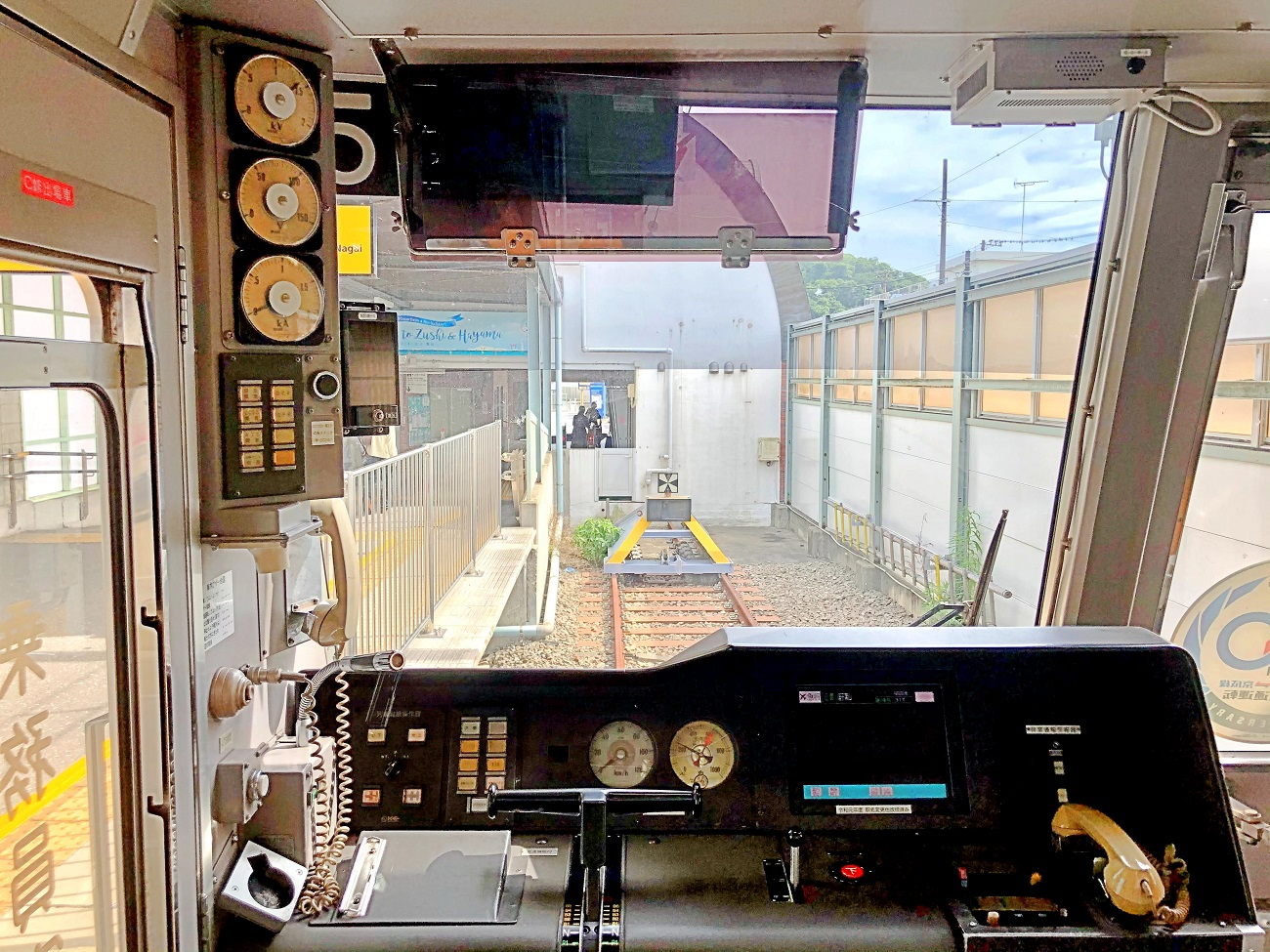
乗務員室

乗務員室は従来より広く線路方向に2,100mm確保されており、このため乗務員室直後に座席はない。運転台はグレーを基調とした色調である。
主幹制御器はワンハンドル式で、力行4段・ブレーキ5段+非常ブレーキ1段である。一部編成はデッドマン装置も装備されている。なお、同じワンハンドル式でも浅草線に乗り入れる他社形式は力行5段である。
計器盤右側に車両情報管理装置 (TIS) のモニター画面がある。落成当初はオレンジ色の単色モニターだったが、後述のC修繕の際にカラー液晶に交換している。TISでは機器の動作監視機能や自動放送・車内表示器・行先表示器の操作などサービス機器の制御機能がある。
運転室と客室の仕切りは客室から見て左から大窓・乗務員室扉窓の2か所である。遮光幕は両方の窓に設置してある。

## 走行機器など
主電動機の1時間定格出力は165 kW（5327編成は180 kW）で、電動車1両に4基を装備している。主回路制御はGTO素子によるVVVFインバータ制御（三菱電機原設計、素子容量は4500V・2000A）を採用している。1基のインバータで4個の電動機を駆動する「1C4M」制御である。磁励音は一定の音階のまま起動前進するタイプである。車内では主電動機三相交流化により、都営地下鉄の車両で初めて客室内の主電動機点検蓋（トラップドア）が省略された。
ブレーキ装置は回生ブレーキ併用電気指令式空気ブレーキで、遅れ込め制御を併用する。

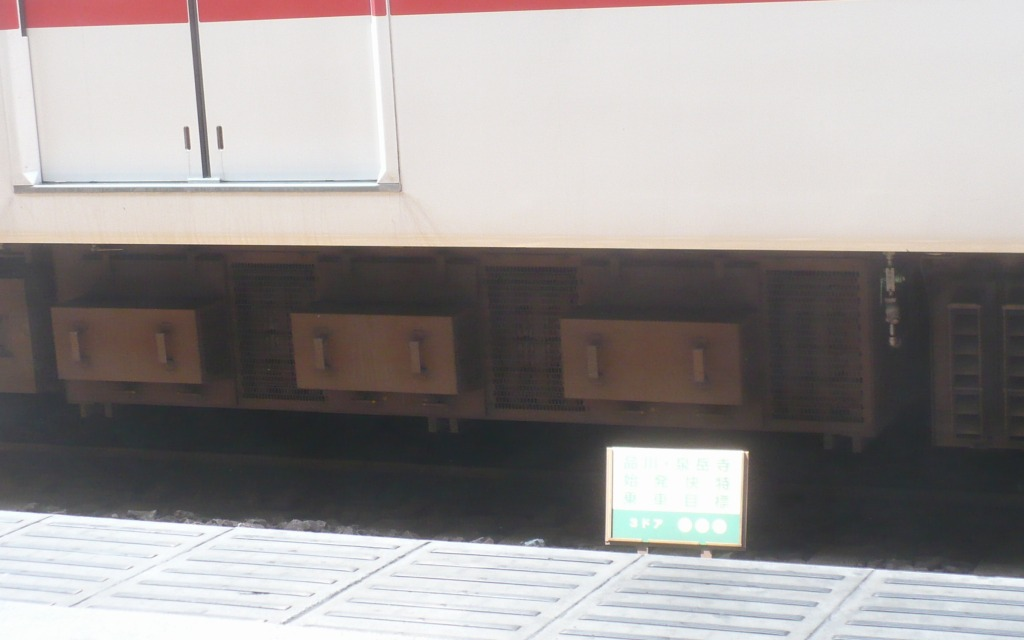
VVVFインバータ装置（海側の素子冷却ユニット）
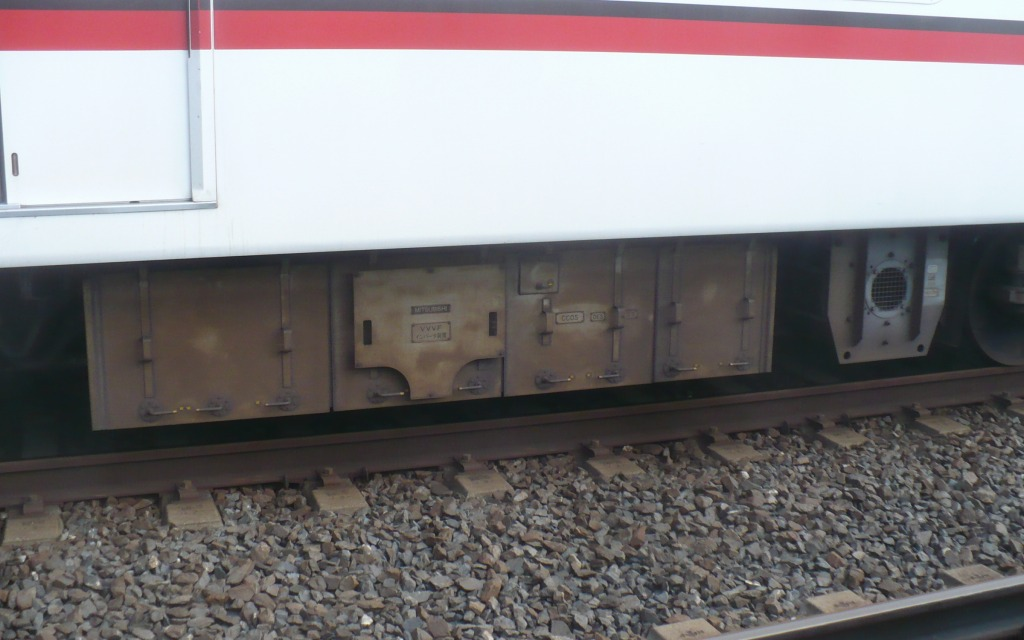
VVVFインバータ装置（山側のゲート制御装置）
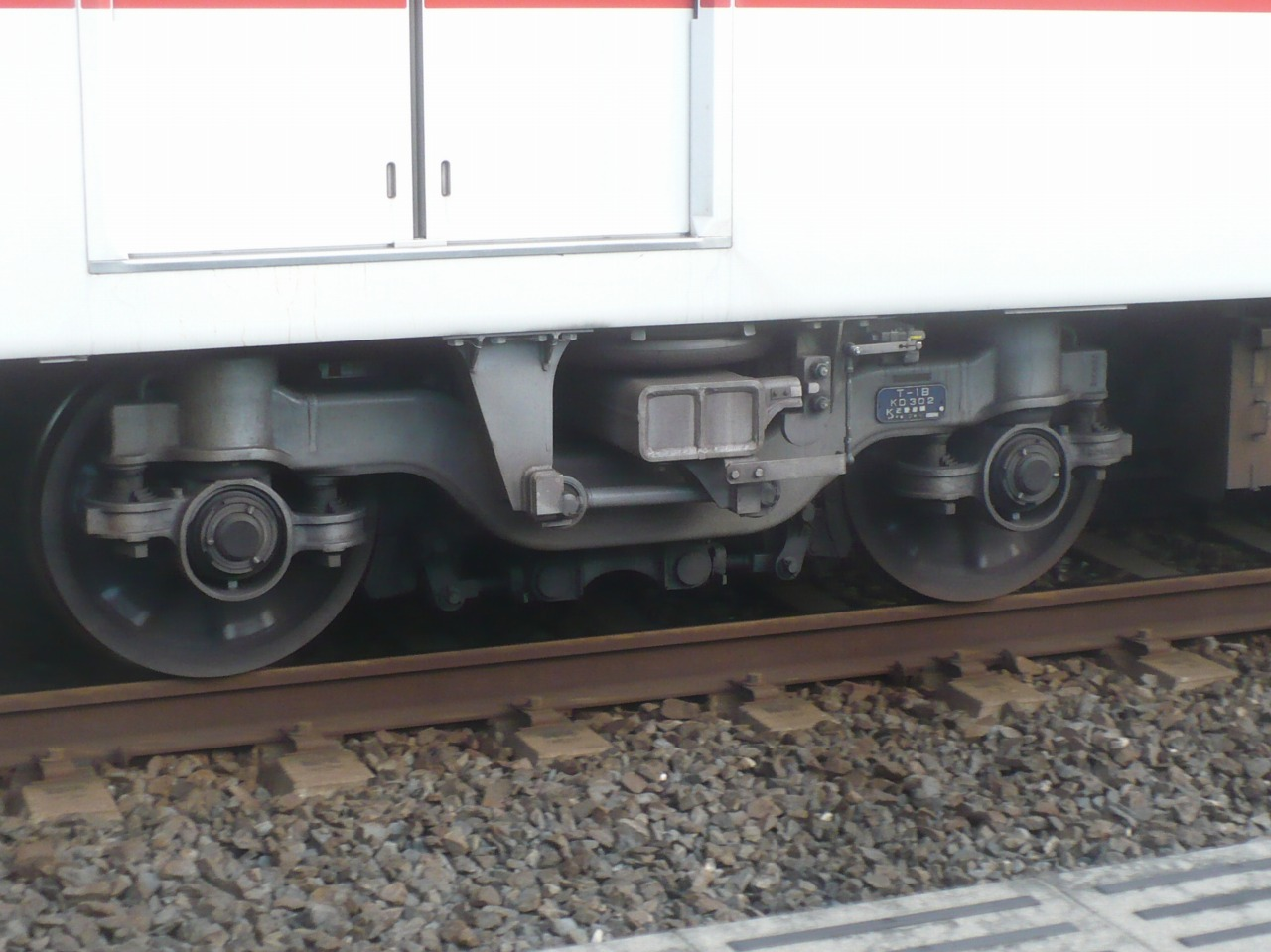
T-1B形（KD302形）動力台車
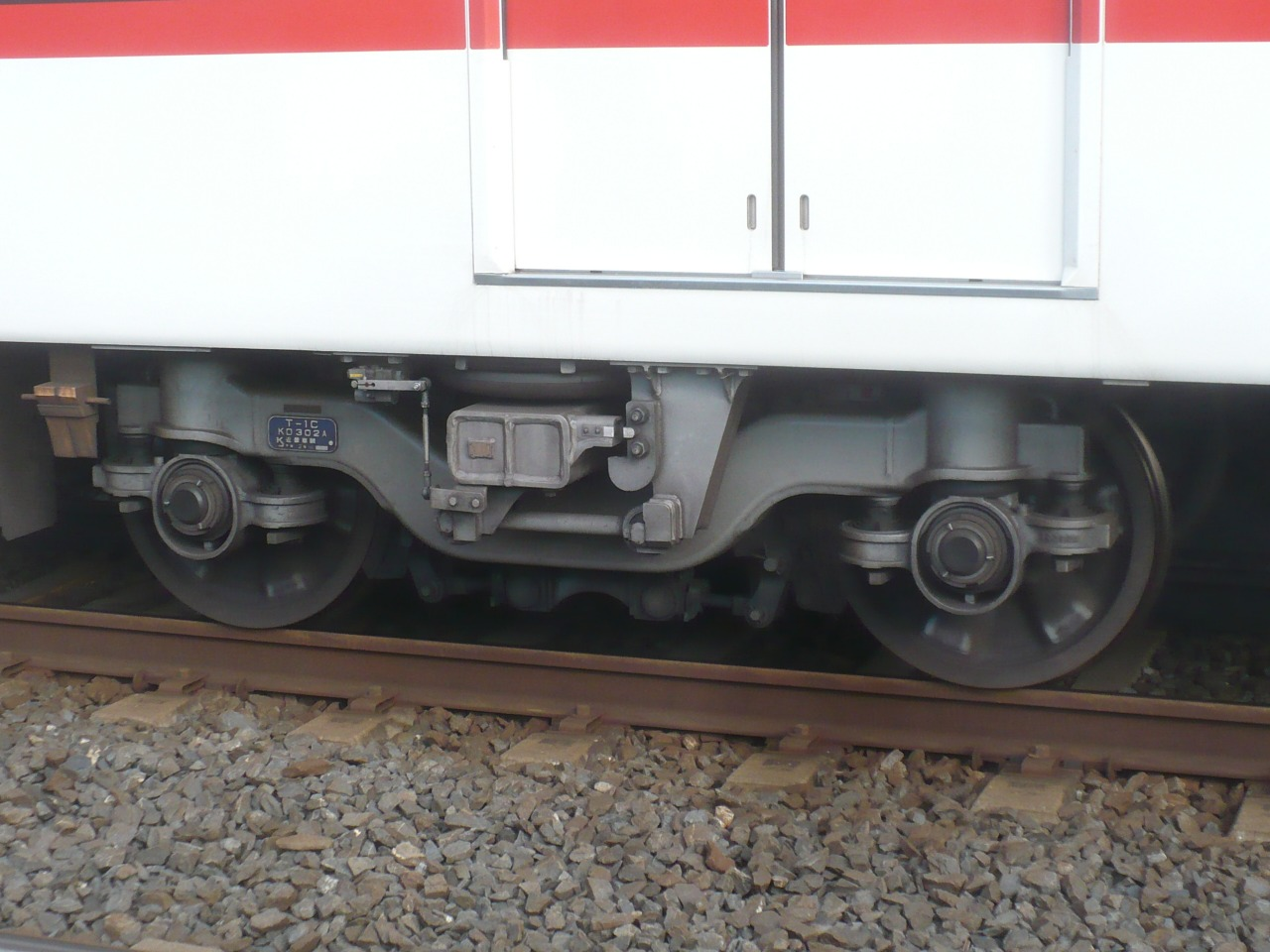
T-1C形（KD302A）付随台車

台車は近畿車輛製の軸箱支持装置に軸ばね（コイルばね）の前後を筒型積層ゴムブッシュにより違う高さで軸箱と連結したダイレクトマウント式の空気ばね台車（電動台車：T-1B (KD302) ／付随台車：T-1C (KD302A)）を装着している。基礎ブレーキ装置は、電動車が片押し式踏面ブレーキ、付随車は片押し式踏面ブレーキ併用ディスクブレーキである。レール塗油装置は5310・5316・5326編成の7号車の押上（京成成田・印旛日本医大）側に取り付けられている。
補助電源装置は135kW出力のDC-DCコンバータ方式であり、電源変換は架線からの直流1,500Vを直流600Vに降圧し、空気圧縮機や冷房装置に供給する。さらに、この直流600Vを内蔵の静止形インバータ（SIV）で単相交流200Vに変換、また整流装置で直流100Vに変換するシステムである。
冷房装置は冷却能力48.9 kW（42,000kcal/h）の集中式を1基搭載している。制御方式はインバータによる容量可変式を採用し、DCコンバータからの直流600V電源を使用するものである。

## 編成
制御電動車を先頭車に配した4M4T構成である。
| | ← 京急線羽田空港・西馬込押上・京成線京成成田・北総線印旛日本医大 → |                          |                          |                          |                          |                          |                          |                            |          |      |               |                |
| 号車 | 1                                                                  | 2                        | 3                        | 4                        | 5                        | 6                        | 7                        | 8                          |          |      |               |                |
| 集電装置 |                                                                    |                          | ◇                        |                          |                          | ◇                        |                          |                            |          |      |               |                |
| 形式 | 5300-1 （M1c） （53-MC1A）                                         | 5300-2 （T1） （53-T2A） | 5300-3 （M1） （53-M1A） | 5300-4 （T2） （53-T2C） | 5300-5 （T3） （53-T2B） | 5300-6 （M2） （53-M1A） | 5300-7 （T4） （53-T2A） | 5300-8 （M2c） （53-MC1A） | 次車分類 | 製造 | 納車日        | 廃車日         |
| 機器 | VVVF, BT                                                           | DDC                      | VVVF                     | CP                       | CP                       | VVVF                     | DDC                      | VVVF, BT                   | 次車分類 | 製造 | 納車日        | 廃車日         |
| 重量 | 34.5 t                                                             | 26.5 t                   | 34.0 t                   | 26.0 t                   | 26.0 t                   | 34.0 t                   | 26.5 t                   | 34.5 t                     | 次車分類 | 製造 | 納車日        | 廃車日         |
| 車両番号 | 5301-1                                                             | 5301-2                   | 5301-3                   | 5301-4                   | 5301-5                   | 5301-6                   | 5301-7                   | 5301-8                     | 1次車    | 日立 | 1991年3月28日 | 2018年08月01日 |
| 車両番号 | 5302-1                                                             | 5302-2                   | 5302-3                   | 5302-4                   | 5302-5                   | 5302-6                   | 5302-7                   | 5302-8                     | 1次車    | 日立 | 1991年3月28日 | 2018年08月10日 |
| 車両番号 | 5303-1                                                             | 5303-2                   | 5303-3                   | 5303-4                   | 5303-5                   | 5303-6                   | 5303-7                   | 5303-8                     | 2次車    | 川重 | 1991年5月21日 | 2018年09月06日 |
| 車両番号 | 5304-1                                                             | 5304-2                   | 5304-3                   | 5304-4                   | 5304-5                   | 5304-6                   | 5304-7                   | 5304-8                     | 2次車    | 川重 | 1991年5月21日 | 2020年02月21日 |
| 車両番号 | 5305-1                                                             | 5305-2                   | 5305-3                   | 5305-4                   | 5305-5                   | 5305-6                   | 5305-7                   | 5305-8                     | 2次車    | 川重 | 1991年6月24日 | 2020年09月16日 |
| 車両番号 | 5306-1                                                             | 5306-2                   | 5306-3                   | 5306-4                   | 5306-5                   | 5306-6                   | 5306-7                   | 5306-8                     | 2次車    | 川重 | 1991年6月24日 | 2020年03月02日 |
| 車両番号 | 5307-1                                                             | 5307-2                   | 5307-3                   | 5307-4                   | 5307-5                   | 5307-6                   | 5307-7                   | 5307-8                     | 3次車    | 日車 | 1992年6月10日 | 2019年11月25日 |
| 車両番号 | 5308-1                                                             | 5308-2                   | 5308-3                   | 5308-4                   | 5308-5                   | 5308-6                   | 5308-7                   | 5308-8                     | 3次車    | 日車 | 1992年6月10日 | 2020年01月27日 |
| 車両番号 | 5309-1                                                             | 5309-2                   | 5309-3                   | 5309-4                   | 5309-5                   | 5309-6                   | 5309-7                   | 5309-8                     | 3次車    | 日車 | 1992年6月25日 | 2020年06月10日 |
| 車両番号 | 5310-1                                                             | 5310-2                   | 5310-3                   | 5310-4                   | 5310-5                   | 5310-6                   | 5310-7                   | 5310-8                     | 3次車    | 日車 | 1992年6月25日 | 2019年10月23日 |
| 車両番号 | 5311-1                                                             | 5311-2                   | 5311-3                   | 5311-4                   | 5311-5                   | 5311-6                   | 5311-7                   | 5311-8                     | 4次車    | 日立 | 1993年6月09日 | 2021年02月15日 |
| 車両番号 | 5312-1                                                             | 5312-2                   | 5312-3                   | 5312-4                   | 5312-5                   | 5312-6                   | 5312-7                   | 5312-8                     | 4次車    | 日立 | 1993年6月20日 | 2021年01月25日 |
| 車両番号 | 5313-1                                                             | 5313-2                   | 5313-3                   | 5313-4                   | 5313-5                   | 5313-6                   | 5313-7                   | 5313-8                     | 4次車    | 日立 | 1993年6月26日 | 2021年04月21日 |
| 車両番号 | 5314-1                                                             | 5314-2                   | 5314-3                   | 5314-4                   | 5314-5                   | 5314-6                   | 5314-7                   | 5314-8                     | 4次車    | 日立 | 1993年6月30日 | 2021年05月12日 |
| 車両番号 | 5315-1                                                             | 5315-2                   | 5315-3                   | 5315-4                   | 5315-5                   | 5315-6                   | 5315-7                   | 5315-8                     | 5次車    | 日車 | 1994年5月07日 | 2021年06月11日 |
| 車両番号 | 5316-1                                                             | 5316-2                   | 5316-3                   | 5316-4                   | 5316-5                   | 5316-6                   | 5316-7                   | 5316-8                     | 5次車    | 日車 | 1994年5月18日 | 2021年07月13日 |
| 車両番号 | 5317-1                                                             | 5317-2                   | 5317-3                   | 5317-4                   | 5317-5                   | 5317-6                   | 5317-7                   | 5317-8                     | 5次車    | 日車 | 1994年6月05日 | 2018年09月27日 |
| 車両番号 | 5318-1                                                             | 5318-2                   | 5318-3                   | 5318-4                   | 5318-5                   | 5318-6                   | 5318-7                   | 5318-8                     | 5次車    | 近車 | 1994年6月15日 | 2018年10月15日 |
| 車両番号 | 5319-1                                                             | 5319-2                   | 5319-3                   | 5319-4                   | 5319-5                   | 5319-6                   | 5319-7                   | 5319-8                     | 5次車    | 近車 | 1994年6月27日 | 2021年09月15日 |
| 車両番号 | 5320-1                                                             | 5320-2                   | 5320-3                   | 5320-4                   | 5320-5                   | 5320-6                   | 5320-7                   | 5320-8                     | 5次車    | 近車 | 1994年7月03日 | 2023年06月17日 |
| 車両番号 | 5321-1                                                             | 5321-2                   | 5321-3                   | 5321-4                   | 5321-5                   | 5321-6                   | 5321-7                   | 5321-8                     | 5次車    | 近車 | 1994年7月16日 | 2019年09月25日 |
| 車両番号 | 5322-1                                                             | 5322-2                   | 5322-3                   | 5322-4                   | 5322-5                   | 5322-6                   | 5322-7                   | 5322-8                     | 6次車    | 日立 | 1995年4月17日 | 2020年11月06日 |
| 車両番号 | 5323-1                                                             | 5323-2                   | 5323-3                   | 5323-4                   | 5323-5                   | 5323-6                   | 5323-7                   | 5323-8                     | 6次車    | 日立 | 1995年5月16日 | 2020年11月24日 |
| 車両番号 | 5324-1                                                             | 5324-2                   | 5324-3                   | 5324-4                   | 5324-5                   | 5324-6                   | 5324-7                   | 5324-8                     | 6次車    | 日立 | 1995年5月30日 | 2020年12月16日 |
| 車両番号 | 5325-1                                                             | 5325-2                   | 5325-3                   | 5325-4                   | 5325-5                   | 5325-6                   | 5325-7                   | 5325-8                     | 6次車    | 日立 | 1995年6月10日 | 2018年10月26日 |
| 車両番号 | 5326-1                                                             | 5326-2                   | 5326-3                   | 5326-4                   | 5326-5                   | 5326-6                   | 5326-7                   | 5326-8                     | 6次車    | 日立 | 1995年6月21日 | 2019年01月11日 |
| 車両番号 | 5327-1                                                             | 5327-2                   | 5327-3                   | 5327-4                   | 5327-5                   | 5327-6                   | 5327-7                   | 5327-8                     | 7次車    | 近車 | 1998年3月02日 | 2019年07月11日 |
| 凡例 - ◇・＜・＞：集電装置（パンタグラフ） - VVVF：主制御器(1C4M) - DDC：補助電源装置（DC-DCコンバータ） - CP：空気圧縮機 - BT：蓄電池 備考 - Mc1、53-MC1Aなど車種表記は2種類がある。 - 集電装置（菱形パンタグラフ）はM1とM2に各2基を搭載する。 - 車両番号は、4桁の数字の後にハイフンを置き1桁の数字を配しており、4桁のうちの上2桁は形式を、下2桁は編成番号を、ハイフン以下の1桁は編成内の順位を表す。順位を表す数字は、西馬込方から1 - 8の順に付されており、現車の標記は小書きされている。例えば5307-3であれば第7編成の3号車を表す。 |                                                                    |                          |                          |                          |                          |                          |                          |                            |          |      |               |                |

## 次車分類

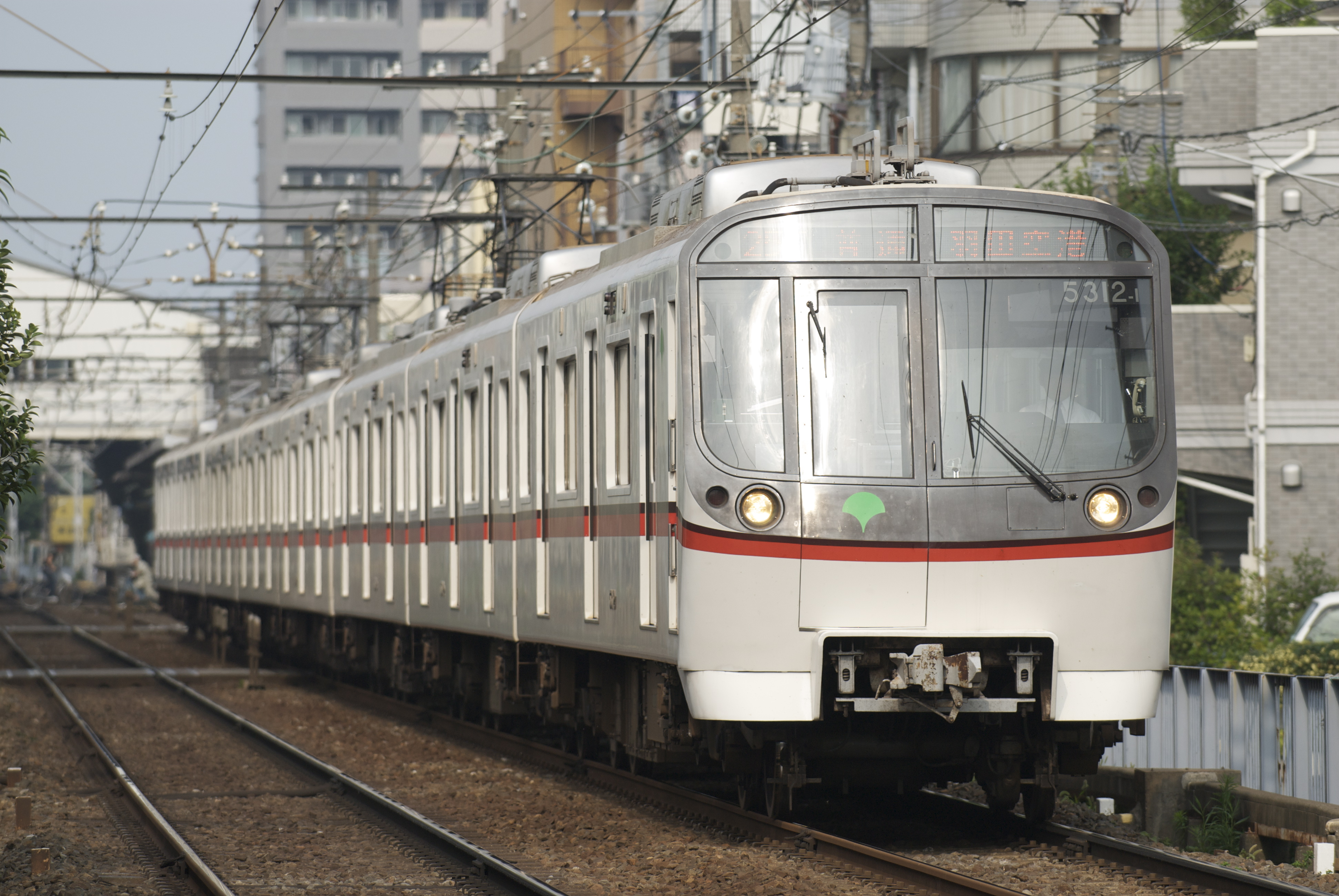
4次車12編成（2008年7月）
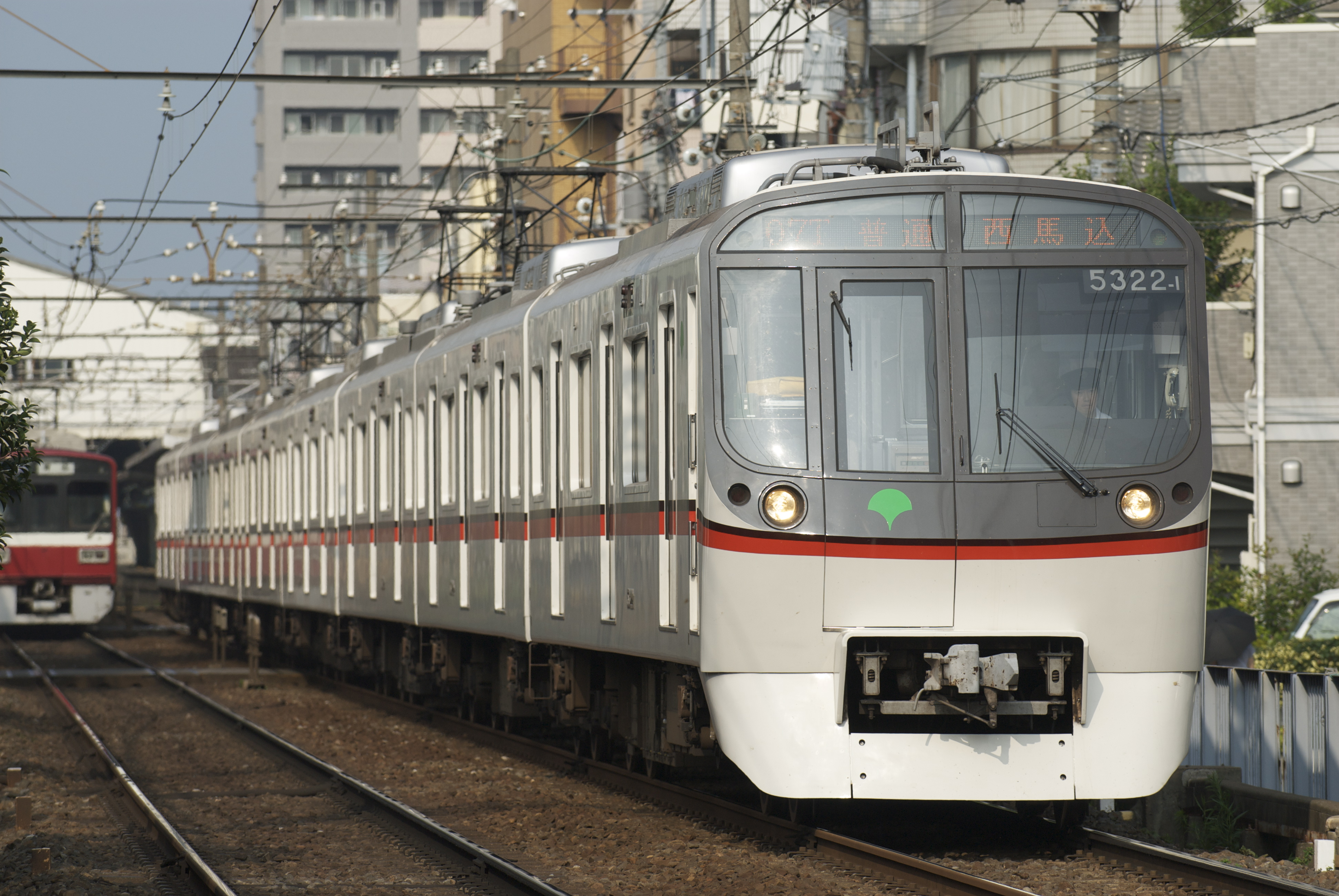
6次車22編成（2008年7月）

- 1次車・01 - 02編成（1990年度）／日立製作所製
- 2次車・03 - 06編成（1991年度）／川崎重工業製
- 3次車・07 - 10編成（1992年度）／日本車輌製造製
- 4次車・11 - 14編成（1993年度）／日立製作所製
- 5次車・15 - 17・18 - 21編成（1994年度）／日本車輌・近畿車輛製
- 6次車・22 - 26編成（1995年度）／日立製作所製
- 7次車・27編成（1997年度）／近畿車輛製

7次車は、5200形の6両編成2本から8両編成1本への変更に伴い、不足となった1本を置き換える目的で新製された。
4次車からは東京都シンボルマークの位置を、1 - 3次車落成当初の前面は左側急行灯の下、側面は種別行先表示機横から、前面は非常用貫通扉、側面は中央扉の横（先頭車は乗務員扉の横）に移設された。
5次車からは前面下部のスカート（排障器）形状を変更し、大型化された。連結面貫通扉は、5次車までは2両に1か所の片側設置（4・5号車間は両側設置）であったが、6次車からは1両に1か所片側設置に増設された。
7次車の5327編成は落成当時、京急線内で都営車両の快特による120km/h運転が計画されていたために性能を変更した。在来車は性能上で120km/h運転は可能ではあるが、高速域での加速性能が低かったためである。主電動機は新設計のもので出力を165kWから180kWに増強し、制御装置は三田線用の6300形1・2次車と同形の制御容量（T-INV1A形・素子容量4500V-2300A）に変更し、120km/h運転が十分に可能な性能に向上させた。ただし、その後都営車による120km/h運転の快特の計画は見送られた。これ以外の仕様は在来車と同じだが新製時より転落防止幌を設置している。

## 改造・更新
落成時には路線図式とLED式の車内案内表示器がそれぞれドア上部に千鳥配置されていたが、1998年（平成10年）11月18日の京急空港線羽田空港駅開業に伴い設定された「エアポート快特」への対応が煩雑になることから、路線図式のものを撤去してLED式だけとした。その後、京成新3000形のように紙製の路線図が設置されている。
2000年（平成12年）頃からC修繕工事により、座席モケット（優先席のみ交換した車両や一般席のみ交換した車両も存在している）やカーテンの交換のほか、一部のつり革高さを低くしたり、床敷物を水色1色+ラメ入りに交換するといった内装改善が実施されている。5317編成以降は貫通扉を編成で2両1か所（新製時は2・4号車の押上・京成成田・印旛日本医大側、および5・7号車の西馬込・浦賀側）設置であった連結面貫通扉を各車片側設置への増設（偶数号車の西馬込側）工事が実施されている。
ほかに1・2次車を中心にLED式種別・行先表示器を新品に交換するなどの工事を行った2種類の更新車も登場している。また、C修繕実施時に再塗装を行っているが、塗料はフッ素樹脂系を使用している。なお、工事は京急久里浜工場→京急ファインテック久里浜事業所で実施されている。
2003年（平成15年）頃からドアチャイムの使用を開始した。ドアチャイム自体は新造時より装備し、運用開始当時は浅草線内でのみ約1年間使用していた。また、4次車以降の更新車では120km/h対応の5327編成と同じ仕様にしている編成がある。
さらに2005年（平成17年）11月に出場した更新車からは車内LED案内表示器の案内文が浅草線内駅停車中の駅ナンバリング表記のみ変更されている。
2009年（平成21年）から2010年（平成22年）にかけて車内自動放送の改良が行われ、都営地下鉄の他線と同内容のものに更新された。さらに2016年（平成28年）と2017年（平成29年）にかけて一部の廃車編成を除くすべての編成に2度にわたり他路線同様再度の車内自動放送の改良が行われた。
2010年度から、5301編成を皮切りに2度目のC修繕が開始され、塗装修繕とバリアフリー化工事が開始された。ドアに黄色いテープ貼り付け、座席間にスタンションポール取り付け、先頭車への車椅子スペース設置（中間車のものは存置）、床材の張替え（中央がダークブルー系で床付近を黄色く着色した新タイプ）などを施工している。1・2次車全車で完了。さらに2015年（平成27年）頃には、1次車のみ全ての客用ドアの取り替えが行われた。その後2011年（平成23年）から、一部の編成の車内吊革の改良工事が行われている。
後継車両の5500形の計画が上がったため、本系列ではB修繕が施工されなかった。

## 運用

### 過去の運用区間
- 都営地下鉄浅草線：押上駅 - 西馬込駅間
- 京急本線：泉岳寺駅 - 堀ノ内駅間
- 京急空港線：京急蒲田駅 - 羽田空港第1・第2ターミナル駅間
- 京急逗子線：金沢八景駅 - 逗子・葉山駅間
- 京急久里浜線：堀ノ内駅 - 三崎口駅間
- 京成押上線：押上駅 - 青砥駅間
- 京成本線：京成上野駅 -- 成田空港駅間
- 北総鉄道北総線：京成高砂駅 -印旛日本医大駅間

- 京成東成田線・芝山鉄道線：京成成田駅 - 東成田駅 - 芝山千代田駅間

京成電鉄押上線・本線押上 - 成田空港間と北総鉄道北総線全線、また京浜急行電鉄本線・久里浜線泉岳寺 - 三崎口間および空港線・逗子線全線に乗り入れる幅広い運用があった。また、最高速度が110km/hであることから、最高速度120km/hで運行ダイヤが設定されている成田スカイアクセス線での運用および京急本線京急蒲田以南・久里浜線での快特運用は基本的にはなかった（通常は北総線での運用は印旛日本医大駅まで行われている）。5500形に順次置き換えられ、2023年2月をもって営業運転を終了した。
京急線内を「エアポート急行」として走行する列車が設定された直後は「エアポート急行」の表示が無かったため従来どおり「急行」の表示となっていたが、2010年10月のダイヤ改正より「エアポート急行」表示が開始された。
「エアポート快特」の運転開始時には、間合い運用で京成本線京成上野駅に乗り入れたこともあったほか、2006年以前には特急成田空港行きや快特芝山千代田行きなどに運用されていた時期もあった。2016年11月21日以降は平日夜に快速特急成田空港行きと折り返しの快速京成高砂行き（京成高砂から普通西馬込行き）が設定され、10年ぶりに成田空港への乗り入れが復活していた。
記述の通り運用範囲が広範囲になるため、外泊運用もあり、京急・京成・北総の各線内に夜間滞泊があった。
京急線の京急久里浜行や神奈川新町行などの運用に入った場合、久里浜や新町という風に省略幕を表示していた。2020年に行われた京急線の駅名変更により、新逗子行きから逗子・葉山行きへの表示更新後も引き続き省略しているが、旧来の車両では省略幕で「文庫」と表示されていた金沢文庫行の運用については、省略せずに金沢文庫と表示していた。

## 置き換え
2006年11月3日に5200形が運用を終了したことにより、浅草線の所属車両は本形式とE5000形電気機関車のみとなったが、浅草線に新型車両を2015年度末より順次導入（2015年度は5編成を予定）することとしていた。その後計画は2年程度延期となり、東京都交通局中期計画によると、2017年度に1編成、2018年度に7編成、2021年度までに全27編成を入れ替える計画となっていたが、その後調達計画に大幅な変更があり、2017年度の予算で一挙に19編成を導入することとなった。
2016年12月6日付でこの新型車両は5500形と形式名が発表された。5500形は2018年6月から営業運転を開始し、入れ替わる形で本形式は順次廃車が開始された。そして2023年2月23日をもって最後まで残存していた5320編成が運用離脱し、本形列の定期運用は終了した。営業運行終了後は全車両が解体されており現存しない。